# An der Ullitz
Das Naturschutzgebiet An der Ullitz liegt im Vogtlandkreis in Sachsen. Es erstreckt sich nordwestlich, westlich und südwestlich von Blosenberg, einem Ortsteil der Gemeinde Triebel/Vogtl., entlang der westlich und südlich verlaufenden Landesgrenze zu Bayern. Durch das Gebiet hindurch verläuft die S 319, westlich und südlich verläuft die A 93. Südöstlich des Gebietes schließt sich direkt das 93 ha große Naturschutzgebiet Feilebach an und nördlich das 47 ha große Naturschutzgebiet Himmelreich.

## Bedeutung
Das 89 ha große Gebiet mit der NSG-Nr. C 66 wurde im Jahr 1995 unter Naturschutz gestellt.